# カース・マルツゥ
カース・マルツゥ（casu marzu）は、イタリア・サルデーニャ地方で生産されるチーズの一種。別名カース・モッデ（casu modde）、カース・クンディードゥ（casu cundídu）、もしくはイタリア語でフォルマッジョ・マルチョ (formaggio marcio) とも呼ばれる。
その特徴は生きた蛆が入っていることである。名称はサルデーニャ語で「腐ったチーズ」を意味する。日常会話ではうじ虫チーズ、虫入りチーズとして知られている。

## 概要
元はペコリーノ・サルドというチーズである。カース・マルツゥの熟成はチーズバエの代表種 Piophila casei の幼虫の摂食に伴う体外消化により通常の発酵を超え、知らない者が見れば腐敗と思う段階まで進む。製造段階で意図的に成虫に卵を産み付けさせるため、ペコリーノにこの幼虫がつく。
チーズバエの活動は、高レベルの発酵とチーズの脂肪の分解を促進する。チーズは非常に柔らかくなり、サルデーニャ語で「涙」を意味するラグリマ（lagrima）と呼ばれる若干の液体がにじみ出す。幼虫それ自身は、長さおよそ8ミリメートル程の半透明の白い虫である。この幼虫は触られると最高で15センチメートルほど飛び跳ねるため、チーズを食べるときは目を保護することが推奨される。食べる前にチーズから幼虫を取り除く人も、幼虫ごと食べる人もいる。
ハエの幼虫を食べる文化の無い日本ではゲテモノ料理として認知されている。

## 外見と味
『ウォールストリート・ジャーナル』の2000年8月23日版でヤロスラウ・トロフィモフはこのチーズを次のように描写している。
スーザン・ハーマン・ルーミスは2002年にグルメ雑誌『ボナペティ』でカース・マルツゥとの遭遇を次のように報告している。
このチーズはサルデーニャのパン（パーネ・カラザウ）と強い赤ワインであるカンノナウと一緒に食べるのが一般的である。

## 危険性
一部の食品科学者によると、幼虫が胃酸で生き延びて腸内に留まり、蠅蛆症や仮性筋症と呼ばれる状態になる可能性があるという。P. casei による仮性筋萎縮症の症例が文書化されている。
2005年には、羊農家とサッサーリ大学の研究者の協力により、衛生的な生産方法が開発され、チーズの合法的な販売が可能となった。

## 法的規制
前述のように、カース・マルツゥは人に健康障害をもたらす恐れがあり、また汚染された食品であると見なされているため、欧州連合（EU）の食品規制上、カース・マルツゥの販売は違法であり、摘発された場合は高額な罰金を科せられる。
しかし、サルデーニャでは禁令を守っていない人もおり、闇市ではペコリーノのおよそ2倍の価格で取り引きされている。
カース・マルツゥを伝統的な食品と宣言させることで、イタリアやEUの禁止事項を回避しようとする試みが行われてきた （25年以上も同じ方法で作られているため、通常の食品衛生規制の対象外となる）。このチーズの伝統的な作り方は、サルデーニャ地方政府の公式文書で説明されている。

## 他の地域での呼称
イタリアの他の地域にも、次のような生きた昆虫の幼虫を含むチーズが知られている。
- マルチェット（Marcetto）あるいはカーチェ・フラチェーケ（cace fraceche）[17] -アブルッツォ州ラクイラ
- サルテレッロ（Salterello）[18] - フリウーリウーディネ
- リビオーラ・クィ・ベーグ（Ribiòla cui bèg）- ロンバルディア州ピアチェンツァ
- フルマイ・ニス（Furmai nis）またはフォルマッジョ・ニッソ（formaggio nisso）[19]- エミリア＝ロマーニャ州
- ゴルゴンゾーラ・コイ・グリッリ（Gorgonzola co-i grilli）- リグーリア州
- フルマグ・プント（Frmag punt）- プッリャ州バーリ
- カース・ドゥ・クァッギゥ（Casu du quagghiu）[20]- カラブリア州
- カチェ・プント（Cacie' Punt）またはフォルマッジョ・プント（formaggio punto）[21]- モリーゼ州

ピエモンテ州、特にフランス国境のアルプス山脈（海のアルプス）では、発酵方法は必ずしもカース・マルツゥに類似しているとは限らない。例えば、Piophila casei の幼虫がチーズに自然に湧くまでチーズを戸外に放置し、それから、チーズに強い味を付け、また幼虫が羽化するのを防ぐために、白ワイン、ブドウと蜂蜜に漬けて熟成させる。